# Renault AX
Renault AX — легковой автомобиль, выпускавшийся французской компанией Renault с 1908 по 1913 год.
Маленький и скромный Renault AX (7/8 CV) был представлен в 1908 году на Парижском автосалоне. Экономичная и недорогая модель стала первым массовым автомобилем, произведенным в Бийанкуре. В простой конструкции Renault AX использовались проверенные детали и узлы, включая двухцилиндровый двигатель, выпускавшийся в больших количествах с 1905 года.

## Описание

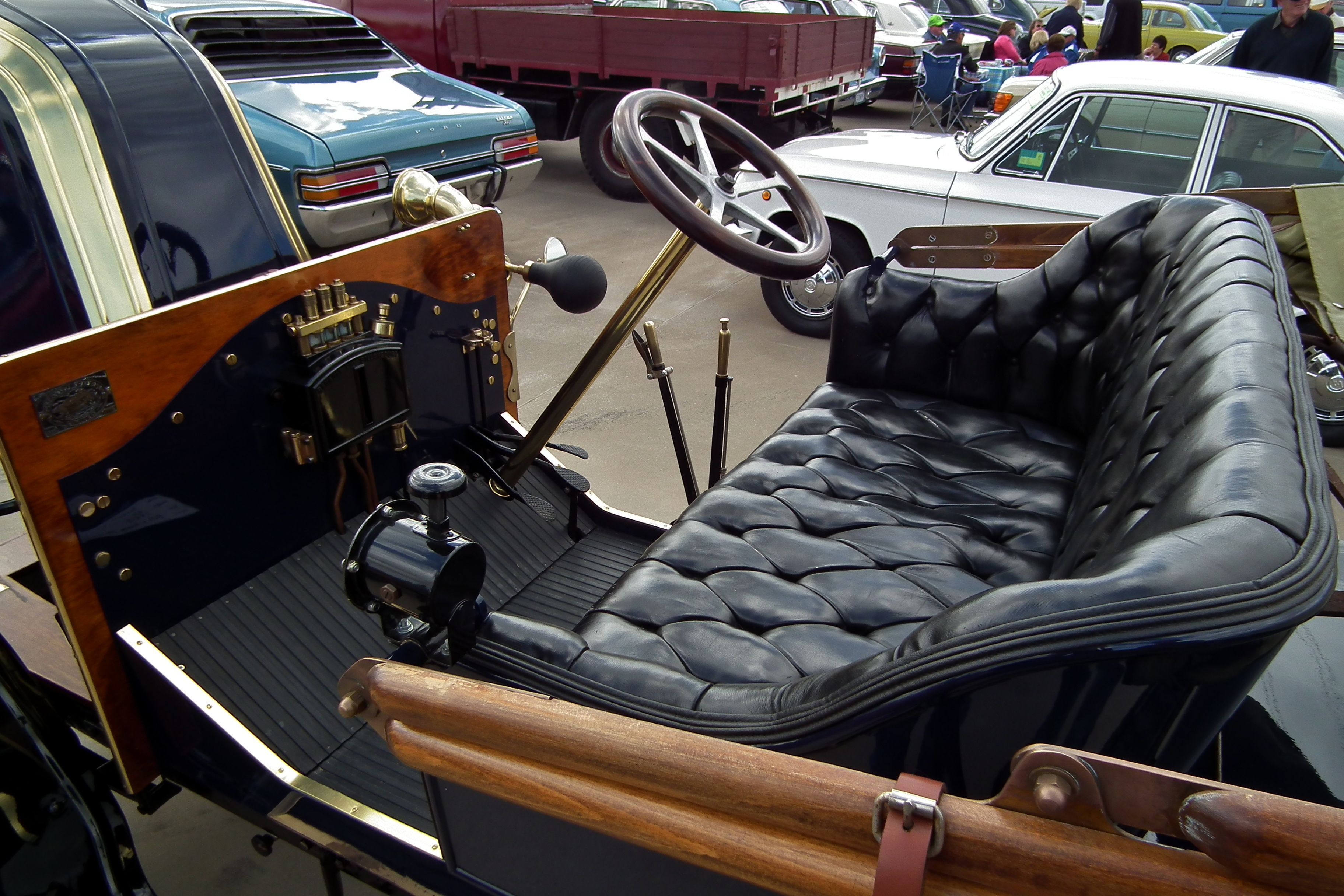
Салон Renault AX

Покупая Renault AX, клиент мог приобрести либо «голое» шасси, и заказать кузов по своему выбору, либо полноценный кабриолет с двумя открытыми сиденьями, ветровым стеклом, откидным верхом и небольшим багажником. Сторонние производители кузовов, такие как Driguet устанавливали закрытые кузова на шасси Renault AX, хорошо защищавшие водителя и пассажира от плохой погоды.
В 1910 году колёсная база шасси двухместного кабриолета была увеличена до 2100 миллиметров. В следующем году на автомобили с ещё большей базой (2585—2675 миллиметров) стали предлагать четырёхместные кузова в исполнении фаэтон и торпедо.

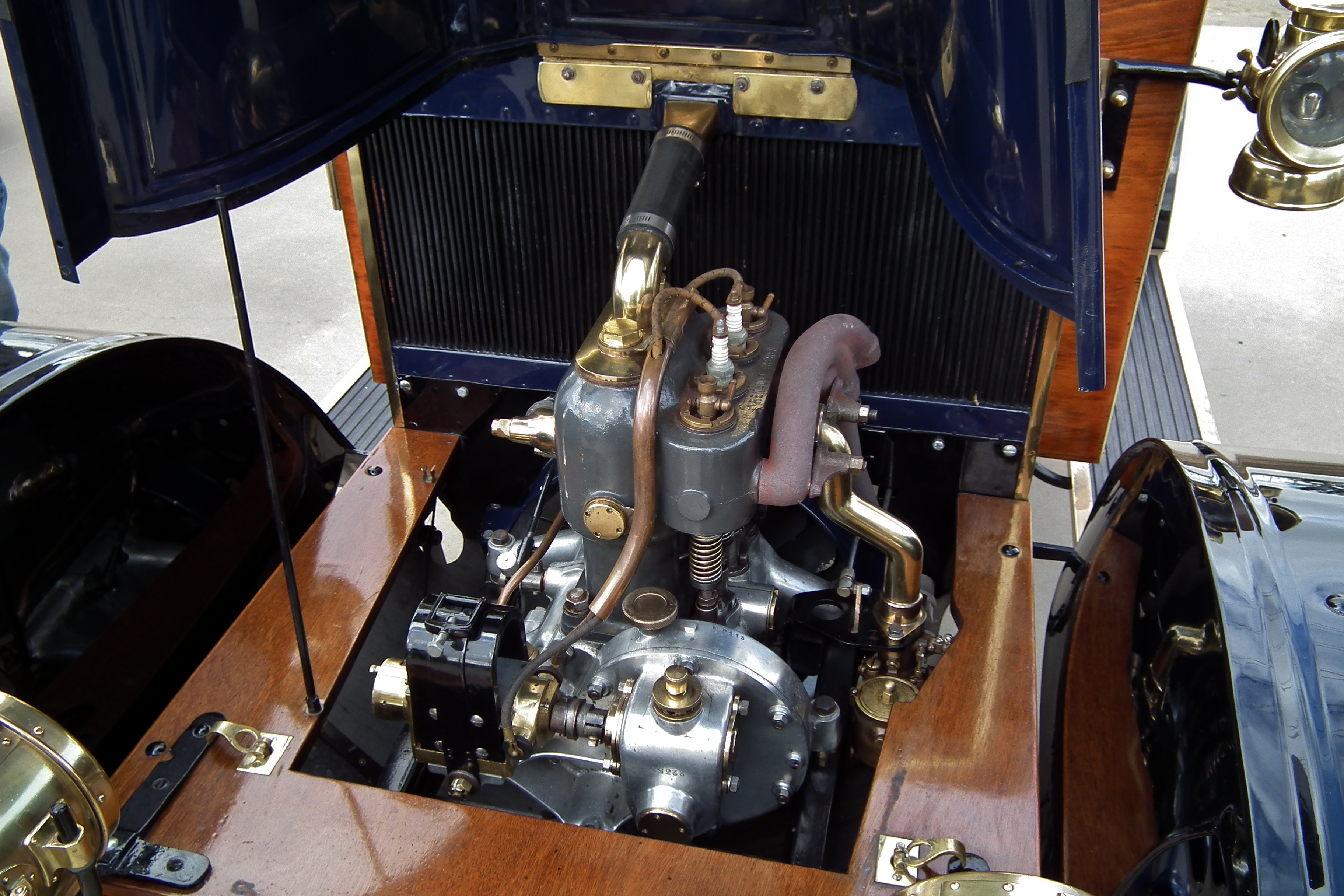
Двигатель Renault AX

Проверенный двухцилиндровый рядный двигатель автомобиля, работа над которым в компании началась ещё в 1902 году, имел чугунный блок цилиндров отлитый за одно с, расположенной рядом, камерой сгорания, типичная для нижнеклапанного двигателя конструкция. Питался мотор от карбюратора с восходящим потоком смеси, зажигание осуществлялось с помощью установленного спереди двигателя магнето. Жидкостное охлаждение мотора обеспечивал термостат и огромный радиатор, установленный за двигателем. Такая компоновка являлась отличительной чертой автомобилей Renault начала XX века. Подобный мотор устанавливался на Renault AG, которые в виде такси в больших количествах бегали по Парижу.
Передний и задний мосты крепились к раме с помощью полуэллиптических рессор. Барабанные тормоза заднего моста имели механический привод от рычага сбоку от водителя. Второй рычаг задействовал центральный трансмиссионный тормоз.

## В массовой культуре
Герои криминального сериала Отряды тигров (англ. The Tiger Brigades), который шёл по французскому телевидению с 1974 по 1983 год, как раз разъезжают на автомобиле Renault AX.

## Галерея

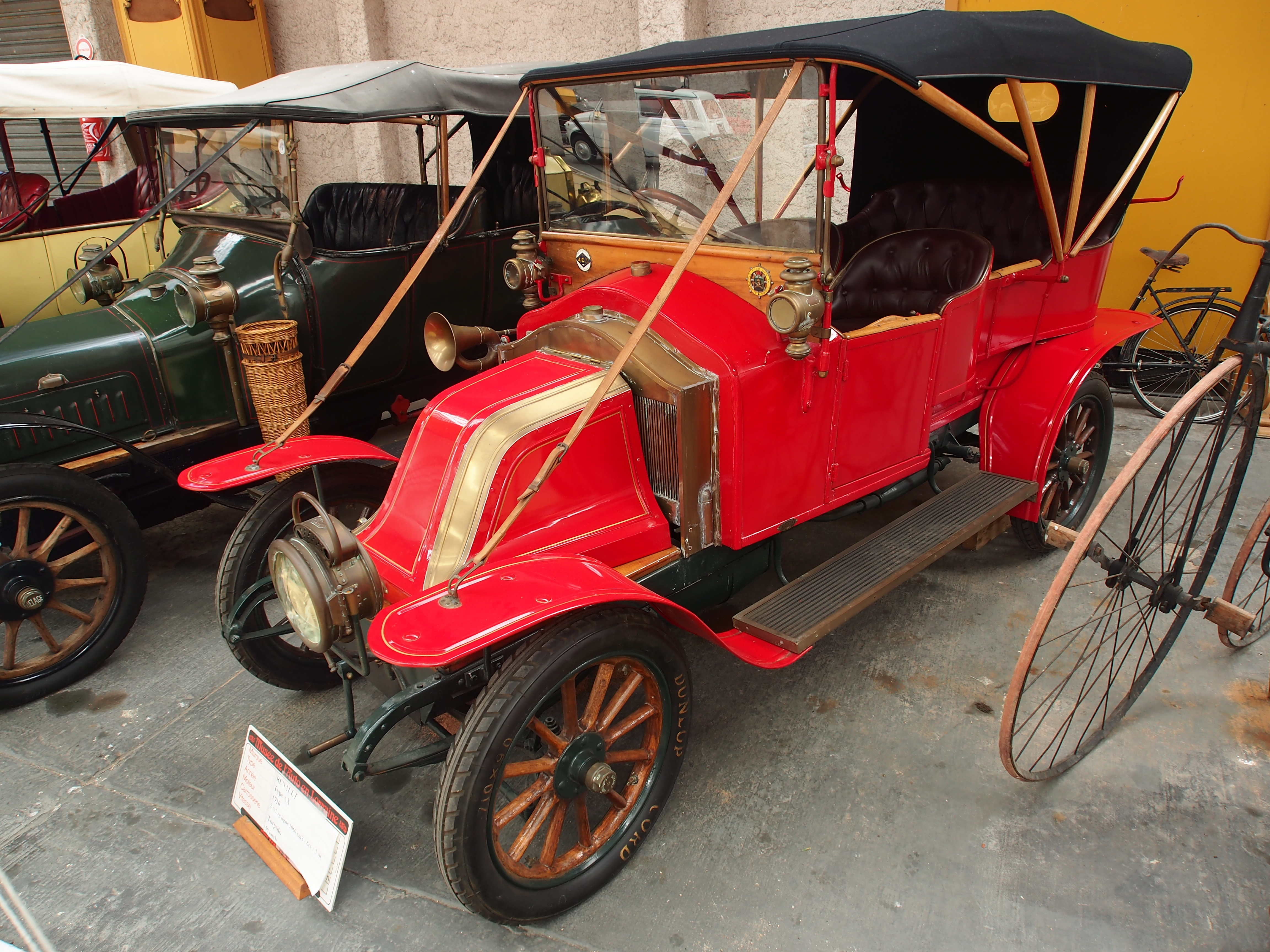
1910 Renault AX с четырёхместным кузовом
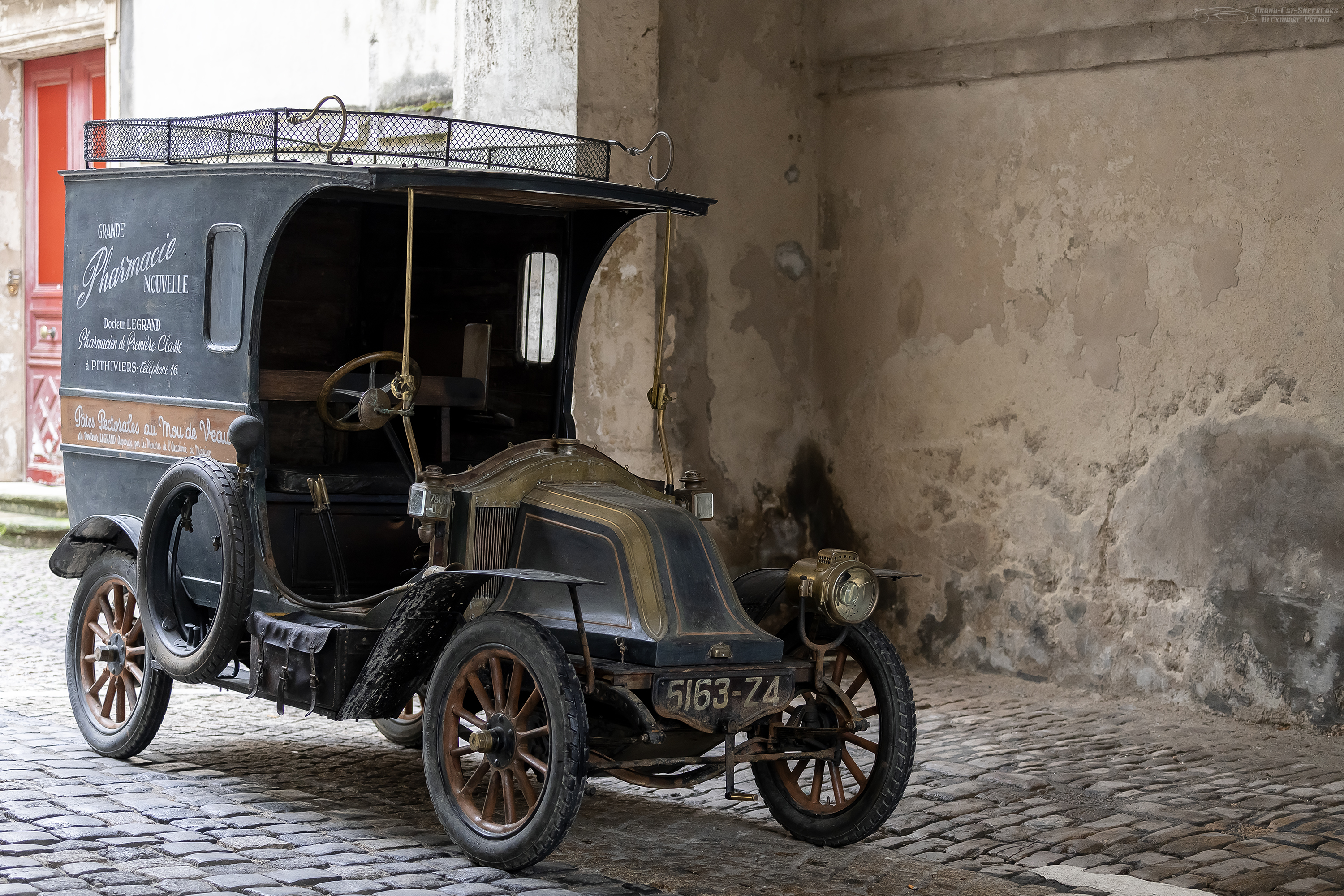
1909 Renault AX с закрытым кузовом
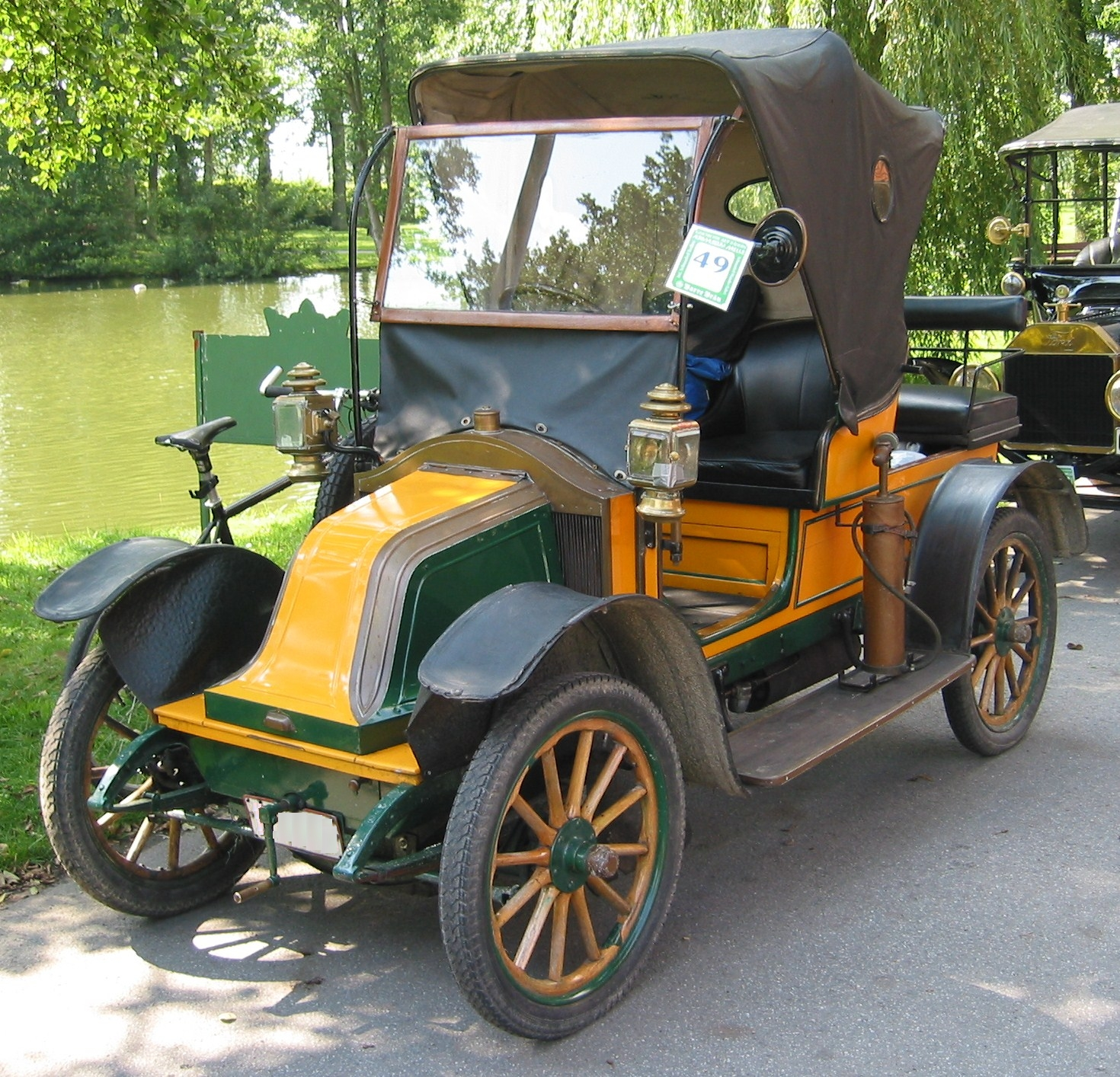
1909 Renault AX с кузовом фаэтон
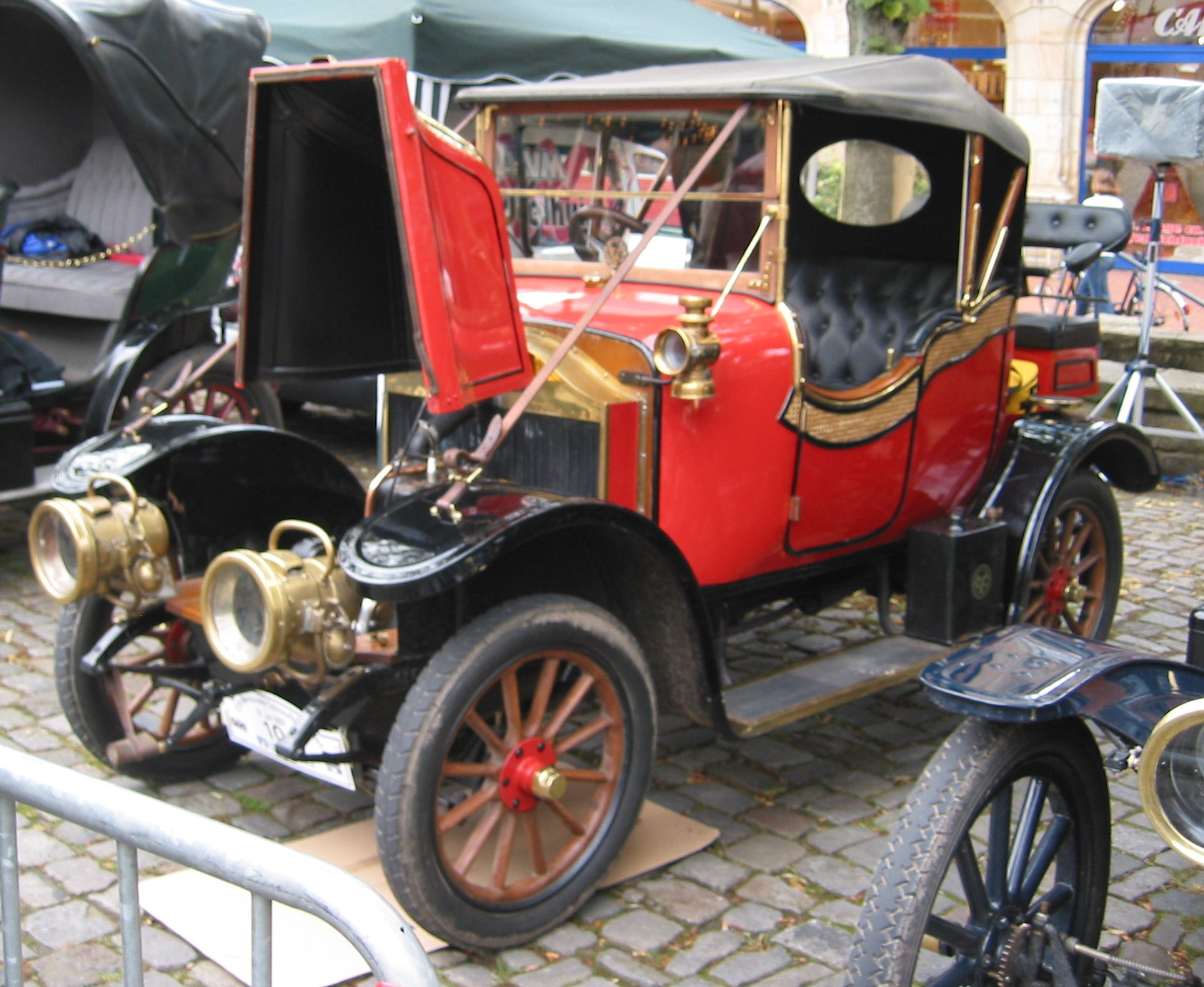
1909 Renault AX с кузовом торпедо